# Vasili Alekséyev
Vasili Ivánovich Alekséyev (7 de enero de 1942, Pokrovo-Shishkino, Óblast de Riazán, Unión Soviética - † 25 de noviembre de 2011, Munich, Alemania) fue
un levantador de pesas soviético.
De categoría peso superpesado, logró romper 80 marcas mundiales entre 1970 y 1978, ganando medallas de oro en los juegos olímpicos de 1972 y 1976. Fue el primer hombre en levantar más de 227,0 kg (500,0 libras) en la técnica de dos tiempos. 

## Biografía
Alekséyev comenzó a levantar pesas a la edad de 18 años. En 1968 inventó un nuevo sistema de entrenamiento progresivo totalmente distinto de los conocidos hasta entonces. Ese fue el primer paso hacia la periodización soviética que hoy está presente en el entrenamiento de halterófilos y potencistas.
En 1970 Alekséyev batió su primer récord de una serie de 80 que marcaría sus siguientes ocho años. En esos años se convirtió en el primer hombre en romper la barrera de los 600,0 kg en el triple evento. Alekséyev se retiró de la halterofilia después de no poder ganar una tercera medalla de oro en la edición olímpica de 1980.
En 1999 en Grecia Alekséyev fue reconocido como el mejor deportista del siglo XX y en febrero de 2000 fue nombrado la mayor leyenda en la historia deportiva rusa.
El legendario pesista falleció el 25 de noviembre de 2011 a los 69 años de edad en una clínica de Múnich, al sur de Alemania, a causa de graves problemas cardiacos.